# Marinomonas communis
Espèce
Marinomonas communis est une espèce de bactéries gram-négatives de la famille des Oceanospirillaceae.

## Taxonomie
Le nom correct complet (avec auteur) de ce taxon est Marinomonas communis (Baumann (d) et al., 1972) van Landschoot (d) & De Ley (d).
Marinomonas communis a pour synonymes :
- Alteromonas communis Baumann et al., 1972
- Marinomonas basaltis Chang et al., 2008
- Oceanospirillum commune (Baumann et al., 1972) Bowditch et al., 1984

### Étymologie
L'étymologie du nom spécifique de M. communis est la suivante : com.mu’nis. L. fem. adj. communis, commun.